# ديفيد غري
ديفيد غري (بالإنجليزية: David Grey)‏ هو لاعب بوكر أمريكي، ولد في القرن العشرين في هندرسون في الولايات المتحدة.